# 산 마르티노 교회 (베네치아)

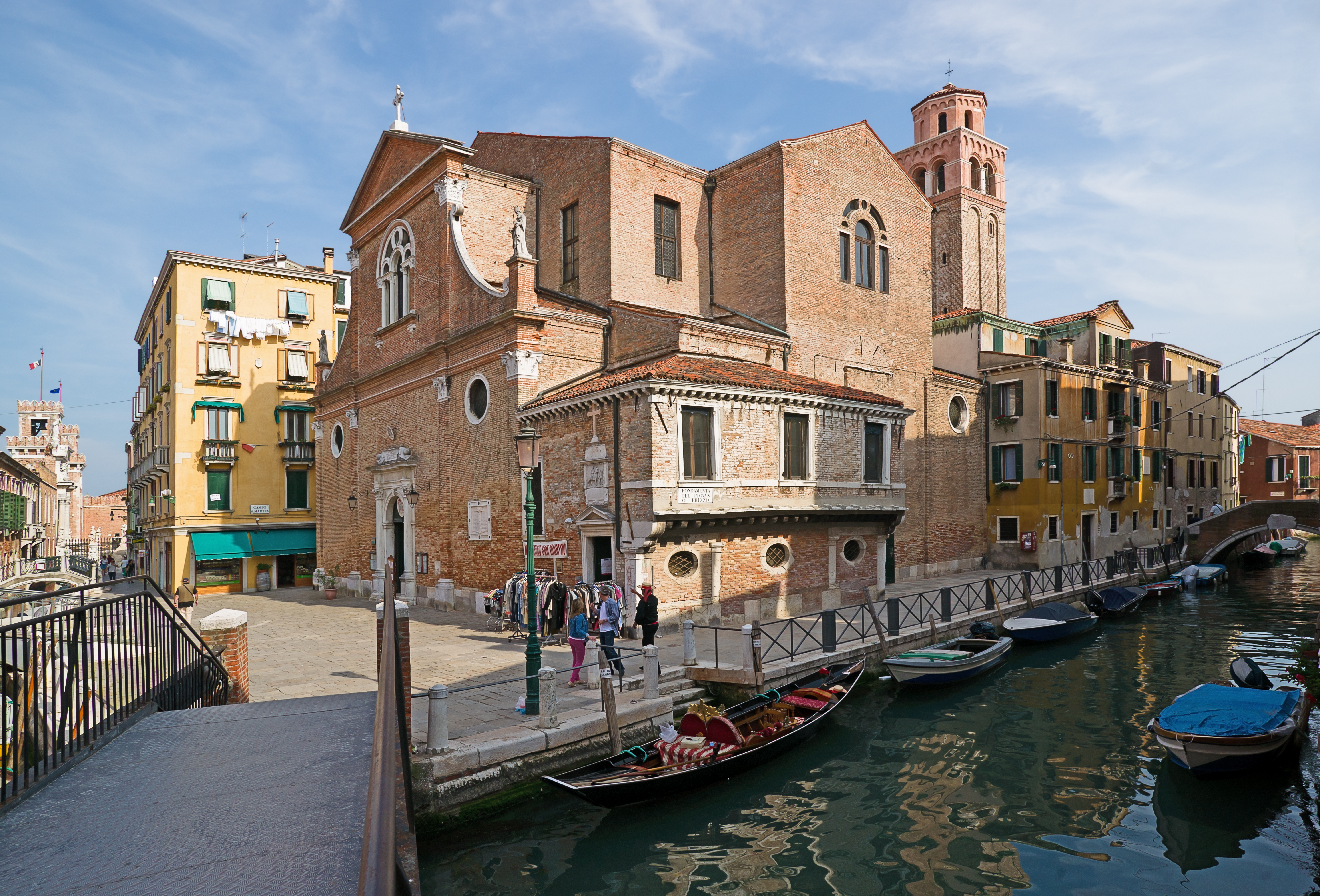
산 마르티노 교회

산 마르티노 교회(이탈리아어: Chiesa di San Martino)는 이탈리아 베네토주 베네치아 카스텔로에 있는 교회이다.